# Сава (Литија)
Сава (словен. Sava) је насељено место у општини Литија, Засавска регија, Словенија.

## Историја
До територијалне реорганизације у Словенији била је у саставу старе општине Литија.

## Становништво
У попису становништва из 2011. године, Сава је имала 260 становника.
| Број становника према пописима | Број становника према пописима | Број становника према пописима |
| ------------------------------ | ------------------------------ | ------------------------------ |
| 1991                           | 2002                           | 2011                           |
| 242                            | 253                            | 260                            |

## Галерија
- улаз у насеље
- капелица
- сеоске куће
- пејзаж
- дрвени мост на рециСави
- железничка станица
- поглед на реку Сава